# August Blom
August Blom (* 26. Dezember 1869 in Kopenhagen; † 10. Januar 1947 ebenda) war ein dänischer Filmregisseur.

## Leben
Blom begann 1893 als Schauspieler zu arbeiten. Von 1907 bis 1910 war er am „Folketeatret“ in Kopenhagen angestellt. Als er 1909 als Schauspieler bei der Filmgesellschaft Nordisk debütierte, gehörte diese bereits zu den führenden Produktionsfirmen in Europa. Seine erste Regie führte er 1910. Im selben Jahr entstand eine Hamlet-Verfilmung unter seiner Leitung mit Alwin Neuß in der Titelrolle. Blom drehte Die weiße Sklavin (Den hvide Slavehandel, 1910), eine Abenteuergeschichte um eine nach London gelockte und zur Prostitution gezwungene Frau, die so erfolgreich war, dass im folgenden Jahr ein zweiter Teil gedreht wurde. 1911 wurde Blom zusätzlich Produktionsleiter bei Nordisk. In dieser Position entdeckte er den Schauspieler Valdemar Psilander und führte bei 16 von dessen 17 Filmen des Jahres 1911 Regie, darunter Balletdanserinden mit Asta Nielsen an Psilanders Seite. Blom entwickelte den 1910 mit Urban Gads Afgrunden eingeführten Stil des erotischen Melodrams im dänischen Film weiter von Ved Faengslets Port (1911) bis Maharadjaens Yndlingshustru (1918), einem dänischen Remake des deutschen Films Die Lieblingsfrau des Maharadscha aus der Feder von Marie Luise Droop.
Bloms wichtigste Produktion entstand 1913, die Gerhart-Hauptmann-Verfilmung Atlantis mit Olaf Fønss in der Hauptrolle. Der international erfolgreiche Film hat eine Schiffskatastrophe auf dem Atlantik zum Thema. Für den russischen Markt wurde ein tragisches Ende gedreht. Die Weltkriegszeit spiegelte sich in seinen Werken For sit Lands Aere (1915) und Verdens Undergang (1916).
Mitte der 1920er Jahre verließ Blom Nordisk. 1926 eröffnete er das Kino „Strandteatret“ in Hellerup. Von 1934 bis zu seinem Tod betrieb er das Kino „Kinopalæet“.
Er heiratete zwei Mal, 1908 die Schauspielerin Agnete von Prangen und 1917 die Schauspielerin und Witwe des Theaterregisseurs Fritz Petersen Johanne Fritz Petersen, die auch in einigen seiner Filme auftrat.

## Filmografie (nur Regie)
| - 1910: Livets Storme - 1910: Robinson Crusoe - 1910: Die weiße Sklavin - 1910: Spinonen fra Tokio - 1910: Den skaebnesvangre Opfindelse - 1910: Jagten paa Gentlemanrøveren - 1910: Singaree - 1910: Hamlet - 1910: Spøgelset i Gravkaelderen - 1910: Den dø des Halsbaand - 1911: Die weiße Sklavin II (Den hvide slavehandel II) - 1911: Den farlige Alder - 1911: Ved Faengslets Port - 1911: Vildledt Elskov - 1911: Potifars Hustru - 1911: Politimesteren - 1911: Den blaa Natviol - 1911: Damernes Blad - 1911: Ballettänzerin (Balletdanserinden) - 1911: Jernbanens Datter - 1911: Den naadige Frøken - 1911: En Lektion - 1911: Ekspeditricen - 1911: Desdemona - 1911: En Opfinders Skaebne - 1911: Fader og Søn - 1911: Dødsdrømmen - 1911: Min første Monocle - 1911: Fru Potifar - 1911: Kaerlighedens Styrke - 1911: Mormonens Offer - 1911: Haevnet - 1911: Det mørke Punkt - 1911: Eventyr paa Fodrejsen - 1911: Ungdommens Ret - 1911: Tropisk Kaerlighed - 1911: Vampyrdanserinden - 1911: Det gamle Købmandshus - 1911: Dødens Brud Gadeoriginalen - 1912: Brillantstjernen - 1912: Guvernørens Datter - 1912: Kaerlighed gør blind - 1912: Dyrekøbt Venskab - 1912: Den sorte Kansler - 1912: Hjertets Guld - 1912: Direktørens Datter - 1912: Det første Honorar - 1912: Elskovs Magt - 1912: Historien om en Moder - 1912: De tre Kammerater - 1912: Operabranden - 1912: Den første Kaerlighed - 1912: Herzenskämpfe (Hjerternes Kamp) - 1912: Hans vanskeligste Rolle | - 1912: Den tredie Magt - 1912: Fodselsdagsgaven - 1912: En Hofintrige - 1912: Den sande Kaerlighed - 1912: Hvem var Forbryderen? - 1912: Alt paa ét Kort - 1913: Pressens Magt - 1913: Troløs - 1913: Højt Spil - 1913: Naar Fruen gaar paa Eventyr - 1913: Bristet Lykke - 1913: Fem Kopier - 1913: Atlantis - 1913: En farlig Forbryder - 1913: Af Elskovs Naade - 1913: Liebelei (Elskovsleg) - 1913: Vasens Hemmelighed - 1914: Sønnen - 1914: Den store Middag - 1914: Tugthusfange No. 97 - 1914: Faedrenes Synd - 1914: Aegteskab og Pigesjov - 1914: Aeventyrersken - 1914: En ensom Kvinde - 1914: Revolutionshochzeit (Revolutionsbryllup) - 1914: Et Laereaar - 1914: Den lille Chauffør - 1914: Den største Kaerlighed - 1914: Pro Patria - 1914: Kaerligheds-Vaeddemaalet - 1915: Du skal elske din Naeste - 1915: Giftpilen - 1915: Hjertestorme - 1915: Kaerligheds Laengsel - 1915: Lotteriseddel No. 22152 - 1915: Rovedderkoppen - 1915: Syndens Datter - 1915: Syndig Kaerlighed - 1915: Truet Lykke - 1915: For sit Lands Aere - 1916: Das jüngste Gericht (Verdens Undergang) - 1916: Den mystiske Selskabsdame - 1916: Gillekop - 1918: Grevindens Aere - 1918: Die Lieblingsfrau des Maharadscha. Zweiter Teil (Maharadjaens Yndlingshustru II) - 1918: Via Crucis - 1919: Prometheus I-II - 1920: Hans gode Genius - 1920: Praesten i Vejlby - 1924: Wer trägt die Schuld? (Det store hjerte) - 1924: Den store Magt - 1925: Hendes Naade, Dragonen |